# Sigurd II de Noruega
Sigurd Haraldsson o Sigurd Munn (en nórdico antiguo: Sigurðr Haraldsson) (1133 - Bergen, 6 de febrero de 1155) fue rey de Noruega de1136 a 1155. Era hijo del rey Harald IV y de su concubina, Tora Guttormsdatter (n. 1100). Tora era hija del caudillo vikingo Guttorm Gråbard Sigurdsson (n. 1070) de Ringerike.
Sigurd fue cogobernante con sus hermanos, Inge y Øystein II. Fue asesinado en una disputa por el poder contra su hermano Inge, durante las guerras civiles noruegas.

## Biografía
Sigurd fue criado en Trøndelag. Cuando su padre fue asesinado por Sigurd Slembe en 1136, apenas contaba con unos tres años de edad, y junto con su hermano, Inge, fue nombrado rey por el thing. Los seguidores de Sigurd y los de su hermano se unieron para combatir a Sigurd Slembe y su aliado, Magnus Sigurdsson, una guerra que duraría hasta 1139, cuando estos últimos fueron derrotados en la batalla de Hvaler.
Terminada la guerra, sobrevino un período de paz. Durante la minoría de edad de los reyes, la nobleza se encargó del gobierno. En 1142, llegó de Escocia su hermano Øystein Haraldsson, hasta entonces desconocido. Øystein fue aceptado como hermano de los reyes, puesto que el mismo Harald Gille había aceptado que tenía un hijo en las islas británicas. Øystein fue reconocido como rey y gobernaría junto a Sigurd e Inge. Hubo un cuarto hermano rey, Magnus, del que se sabe muy poco, y habría falleció en la década de 1140.
Cuando los reyes crecieron y los consejeros que habían mantenido la paz fallecieron, surgieron desencuentros entre los hermanos. En 1155, los tres reyes acordaron reunirse en Bergen a fin de mantener la paz. Inge acusó a Sigurd y a Øystein de conspirar para destronarlo y repartirse sus posesiones. Sigurd negó las acusaciones, pero unos días después, un guardia de Inge fue asesinado por un hombre de Sigurd. Inge ordenó atacar la casa donde residía su hermano. Sigurd contaba con pocos hombres, y no pudo oponer gran resistencia. Fue asesinado el 6 de febrero de 1155. Fue sepultado en la antigua catedral de Bergen.
Su muerte desencadenó una nueva guerra en Noruega, esta vez entre Inge y Øystein.

## Descendencia
- Haakon II (1147-1162): fue hijo de una mujer de nombre Tora. Era rey de Noruega, en oposición a Inge Haraldsson.
- Sigurd (fallecido en 1163): fue proclamado rey en 1162 por los seguidores de su hermano, Haakon, en oposición a Magnus Erlingsson.
- Harald (fallecido en la década de 1170). Fue capturado y asesinado por los seguidores de Magnus Erlingsson, debido a que su parentesco lo colocaba como un potencial pretendiente al trono.
- Sverre (?) (fallecido en 1202): rey de Noruega. Su madre era una mujer llamada Gunhild. Aunque él aseguraba ser hijo de Sigurd, los historiadores tienen serias dudas.
- Erik (?) (fallecido en 1190): fue nombrado jarl por Sverre. No se sabe si era en realidad hijo de Sigurd. Murió envenenado.
- Cecilia (fallecida a finales de la década de 1180): fue la esposa de Folkvid el lagman. Tras ser anulado su primer matrimonio, se casó con Bård Guttormsson.